# Daniel Bocanegra
Daniel Eduardo Bocanegra Ortiz (Purificación, 1987. április 23. –) kolumbiai labdarúgó, az Atlético Nacional hátvédje.